# Карауилкелди
Карауилкелди́ (каз. Қарауылкелді) — село, центр Байганінського району Актюбінської області Казахстану. Адміністративний центр Карауилкелдинського сільського округу.
До 2006 року село називалось Байганін.
Населення — 10887 осіб (2021; 7862 у 2009, 8212 у 1999, 7512 у 1989).